# Oncocnemis arenbergeri
Oncocnemis arenbergeri is een vlinder uit de familie van de uilen (Noctuidae). De wetenschappelijke naam van de soort is voor het eerst geldig gepubliceerd in 1988 door Hacker & Lödl.